# ファイナル・フォー
ファイナル・フォー（Final four）は一般的にはプレーオフにおける最後の4強と呼ばれており、全米ではNCAA男子バスケットボール選手権やNCAA女子バスケットボール選手権が主流となっている。また、欧州ではユーロリーグ、EHFチャンピオンズリーグでもファイナル・フォーが実施されている。なおファイナル・フォーは全米大学体育協会の登録商標である。